# Tân Lộc, Tam Bình
Tân Lộc là một xã cũ thuộc huyện Tam Bình, tỉnh Vĩnh Long, Việt Nam.

## Địa lý
Xã Tân Lộc nằm ở phía bắc huyện Tam Bình, có vị trí địa lý:
- Phía đông, tây, bắc giáp huyện Long Hồ
- Phía nam giáp xã Phú Lộc và xã Hậu Lộc.

Xã Tân Lộc có diện tích 12,20 km², dân số năm 1999 là 5.564 người, mật độ dân số đạt 456 người/km².

## Hành chính
Xã Tân Lộc được chia thành 5 ấp: 1, 2, 8, 9, Tân Thành.

## Lịch sử
Ngày 6 tháng 12 năm 2019, Hội đồng Nhân dân tỉnh Vĩnh Long ban hành Nghị quyết 228/NQ-HĐND về việc:
- Sáp nhập ấp Tân Lợi vào một phần của ấp 8
- Sáp nhập một phần của ấp 8 vào ấp 9.